# Claude de Vin des Œillets
Claude de Vin, Mademoiselle des Œillets, conhecida como Mademoiselle des Œillets (Provença, 1637 - Paris, maio de 1687), foi a fiel dama de companhia de Madame de Montespan, à época amante do Rei Luís XIV de França. Ela era filha de Nicolas de Vin e de Louise Faviot.
Foi acusada, durante o episódio conhecido como "O Caso dos Venenos", de ter participado de Missas Negras representando sua patroa. Protegida pelo rei e por Colbert, ela não foi incomodada mas estas acusações contribuíram para afastar o Rei da marquesa de Montespan. Acabou seus dias em seu hôtel particular da Rua Montmartre, em Paris, onde levou uma vida retirada a partir de 1678, com um certo luxo, servidores e carruagens. Ela era também proprietária do Castelo de Suisnes, perto de Brie-Comte-Robert, que lhe servia de casa de campo.
Teve uma filha de Luís XIV por volta de 1676: Louise de Maisonblanche, que foi educada com o maior cuidado por sua mãe, casou-se e depois morreu, em 1718. Luís XIV nunca a reconheceu.